# 男装の麗人〜川島芳子の生涯〜
『男装の麗人〜川島芳子の生涯〜』（だんそうのれいじん・かわしまよしこのしょうがい）とは、2008年12月6日の21:00-23:24にテレビ朝日系列にて放映された、単発スペシャルのテレビドラマ。視聴率12.1%。

## 概要
満州国建国の陰で日本に協力し、戦後処刑された清朝王女・川島芳子の生涯を描いている。中国の町並みのシーンは、日本国内でオープンセットを建てて再現した。

## 史実との相違
ドラマでは民国時代初期に幼少時の芳子が溥儀と紫禁城で遊んでいるシーンがあるが、粛親王一家は辛亥革命で皇帝退位に反対し旅順に亡命している。芳子が紫禁城で遊んだという史実もなく、このシーンは完全なフィクションである。

## キャスト
- 川島芳子：黒木メイサ（14 - 35歳）、真矢みき（38 - 41歳）、八木優希（6.7歳）
- 川島浪速：平幹二朗
- 田中隆吉：吹越満
- 諏訪景子：若村麻由美
- 婉容：星野真里
- 三上サト：岡本麗
- 川島フク：筒井真理子
- 古田龍之介：中林大樹
- 李香蘭：堀北真希
- 甘粕正彦：仲村トオル
- 粛親王：団時朗
- 多田駿：中原丈雄
- 溥儀：高嶋政伸
- 加賀美正一：中村雅俊
- カンジュルチャップ：大口兼悟
- 小方八郎：桜木涼介
- 千鶴子：徳永えり
- スーレン：浅野かや
- 川島廉子（廉絽）：夏未エレナ（少女時）、宮武美桜（子供時）
- 土屋文明：小市慢太郎
- 市村典子：尾高杏奈
- 脇坂文代：桐谷美玲
- テイ龍進、ムロツヨシ、木下智恵、隅野貞二、加藤忠可、張天翔 ほか

## スタッフ
- 原作：村松友視『男装の麗人』
- 脚本：龍居由佳里
- 演出：藤田明二
- 音楽：荻野清子
- 音楽協力：テレビ朝日ミュージック、中国文化芸術センター、ソウルメディアコーポレーション、レガートミュージック
- スタントコーディネイター：釼持誠
- 技術協力：ジェニック、ブル、テイクシステムズ
- 美術協力：テレビ朝日クリエイト
- 照明協力：共立
- ロケ協力：会津若松フィルムコミッション、猪苗代町商工観光課、福島県天鏡園、小山町フィルムコミッション、栃木県フィルムコミッション、宇都宮フィルムコミッション、松本市観光温泉課ロケ支援担当、あがたの森、東京湾フェリー、入間市西洋館、江戸東京たてもの園 ほか
- チーフプロデューサー：五十嵐文郎
- プロデュース：内山聖子
- 製作著作：テレビ朝日

## 遅れネット局
- YBS山梨放送（日本テレビ系列）：2010年12月30日土曜日13:30 - 15:50